# Złocieniec (công xã)
Gmina Złocieniec là một vùng thành thị-nông thôn (quận hành chính) ở Drawsko, West Pomeranian Voivodeship, ở phía tây bắc Ba Lan. Khu hành chính của nó là thị trấn Złocieniec, nằm khoảng 15 kilômét (9 mi) về phía đông của Drawsko Pomorskie và 96 km (60 mi) về phía đông của thủ đô khu vực Szczecin.
Gmina có diện tích 194,53 kilômét vuông (75,1 dặm vuông Anh), và tính đến năm 2006, tổng dân số của nó là 15,571 (trong đó dân số của Złocieniec lên tới 13.377, và dân số của vùng nông thôn của Gmina là 2.194).
Gmina chứa một phần của khu vực được bảo vệ gọi là Công viên cảnh quan Drawsko.

## Làng
Ngoài thị trấn Zlocieniec, Gmina Zlocieniec chứa các làng và các khu định cư của Błędno, Bobrowo, Cieszyno, Darskowo, Jadwiżyn, Jarosław, Kosobudki, Kosobudy, Lubieszewo, Małobór, Męcidół, Rzęśnica, Skąpe, Stare Worowo, Stawno, Sułoszyn, Szymalów, Uraz, Warniłęg, Wąsosz và Zatonie.

## Gmina lân cận
Gmina Złocieniec giáp với các Gmina của Czaplinek, Drawsko Pomorskie, Kalisz Pomorski, Ostrowice, Połczyn-Zdrój và Wierzchowo.